# Universiteit van Californië - Berkeley

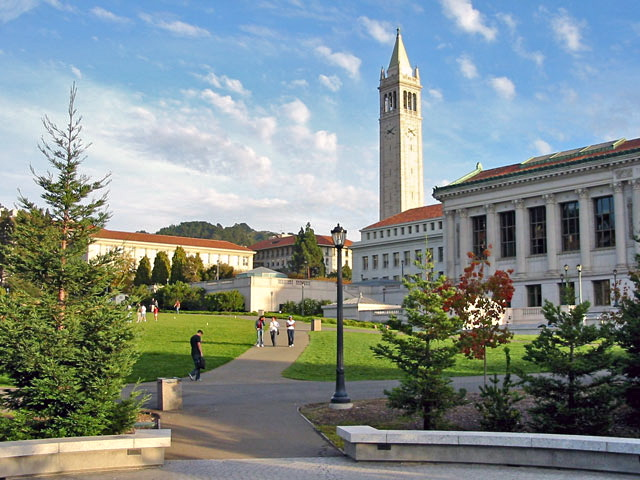
Memorial Glade op de campus van UC Berkeley

De Universiteit van Californië - Berkeley (Engels: University of California, Berkeley, ook wel UC Berkeley, Berkeley, California of kortweg Cal genoemd) is de oudste campus van de Universiteit van Californië en bevindt zich in Berkeley aan de oostzijde van de Baai van San Francisco, in de Amerikaanse staat Californië. De universiteit beschikt over een 72 hectare grote campus, maar heeft in totaal zo'n 500 hectare tot haar beschikking in de regio East Bay. UC Berkeley is de oudste instelling en het vlaggenschip van de Universiteit van Californië en staat bekend als een kwalitatief hoogstaande en prestigieuze universiteit. Alumni, stafleden en onderzoekers van de universiteit hebben in totaal 72 Nobelprijzen gewonnen, alsook verschillende andere grote prijzen. Er studeren zo'n 36.000 studenten aan de 14 scholen en colleges van UC Berkeley.

## Geschiedenis
In 1855 werd op de locatie van de huidige campus door minister Henry Durant het College of California opgericht, dat in 1866 werd geprivatiseerd. Door geldproblemen werd het instituut enige tijd later samengevoegd met het door de overheid gefinancierde instituut voor landbouw, mijnbouw en techniek. In 1868 werd dat in Oakland als 'University of California' geopend en Durant werd de eerste president. Na voltooiing van de noord- en de zuidhal werd de universiteit in 1873 weer verplaatst naar Berkeley en bood toen plaats aan iets minder dan 400 studenten.
Halverwege de 20e eeuw speelde de campus van Berkeley een grote rol in de natuurkunde, scheikunde en biologie. Professor Ernest Lawrence vond hier het cyclotron uit en veel scheikundige elementen zwaarder dan uranium werden hier ontdekt. De elementen berkelium en californium zijn naar de universiteit vernoemd. Lawrencium en seaborgium zijn vernoemd naar de aan de universiteit werkzame Lawrence en Glenn Seaborg.
Tijdens de Tweede Wereldoorlog werd door het radiologisch laboratorium van Lawrence samen met het Amerikaanse leger veel fundamenteel onderzoek verricht voor de ontwikkeling van de atoombom. Tijdens dit onderzoek werd onder andere plutonium ontdekt door Seaborg. In 1942 werd de samenwerking tussen universiteiten en het leger bekend als het Manhattanproject.
Tijdens de Vietnamoorlog was de campus een bolwerk van protest tegen die oorlog. Mede als gevolg hiervan ontstond hier het studentenprotest, dat wereldwijd navolging kreeg aan de universiteiten van Parijs, Amsterdam en Berlijn. De insteek was democratisering van alle geledingen op alle niveaus. Het leidde vaak tot heftige confrontaties met de politie op de campus, met dodelijke slachtoffers tot gevolg. 
In de jaren 70 en 80 leverde de campus in Berkeley belangrijke bijdragen aan de ontwikkeling van internet en opensourcesoftware. In 1977 legde de student Bill Joy de basis voor de Berkeley Software Distribution, waar later andere Unix-varianten zoals FreeBSD en NetBSD van werden afgeleid. Eind jaren 70 ontstond de database PostgreSQL en later ook Sendmail en BIND (Berkeley Internet Name Domain package), software die enorme bijdragen heeft geleverd aan de ontwikkeling van internet. Andere ontwikkelingen die hun oorsprong in Berkeley vonden zijn Tcl, Spice en Espresso.
Onder leiding van professor William Kahan leverde UCB belangrijke bijdragen op het gebied van algoritmen en analyse van floatingpointberekeningen. In 1992 ontwikkelde Pei-Yuan Wei de eerste grafische webbrowser (ViolaWWW) met tabellen, ingebouwde scriptingmogelijkheden en ondersteuning voor stylesheets. De code van ViolaWWW doneerde Wei aan Sun Microsystems, wat voor Sun de reden was Java te ontwikkelen. De browser Mosaic, die door wetenschappers van het National Center for Supercomputing Applications (NCSA) is ontwikkeld, was ook door ViolaWWW geïnspireerd.

## De campus
De totale oppervlakte van de campus is ongeveer 5 km², maar de belangrijkste gebouwen zijn geconcentreerd op een rechthoekig gebied van 0,7 km². Er is een aantal onderzoekseenheden te vinden waarvan het Lawrence Berkeley National Laboratory, het Mathematical Sciences Research Institute en de Lawrence Hall of Science de belangrijkste zijn. Het grootste deel van het hoger gelegen deel van het terrein is onbebouwd. De studentenhuisvesting en administratieve gebouwen zijn gesitueerd aan de zuidzijde. De vormgeving van de campus is ontworpen door E. Benard, begin 20e eeuw winnaar van een ontwerpwedstrijd.
Veel gebouwen zoals Sproul Hall, Hearst Mining Building, Faculty Club, Doe Library, California Hall, Gilman Hall, Hilgard Hall, Wheeler Hall en het Hearst Women's Gymnasium zijn ontworpen door de bekende architecten Bernard Maybeck en Julia Morgan. Het oudste gebouw op de campus is de South Hall uit 1873. De gelijktijdig gebouwde North Hall werd door brand verwoest. Het hoogste gebouw is de ruim 100 meter hoge Sather Tower, die ook wel bekendstaat als Campanile (klokkentoren). Sproul Plaza is de hoofdingang aan de zuidzijde, naast de Telegraph Avenue en de Sather Gate.
Evans Hall is grijs/groen en het grootste gebouw, dat hoofdzakelijk wordt gebruikt om colleges wiskunde, statistiek en economie te geven. In 2002 pleegde een student zelfmoord door van het balkon van de bovenste verdieping te springen. Sindsdien zijn de balkons afgeschermd met glazen panelen. Door velen wordt Evans als het lelijkste gebouw van de campus beschouwd. 

### Architectuur
Wat tegenwoordig als de historische campus wordt beschouwd, was het resultaat van een internationale architectuurwedstrijd die in twee fasen werd gehouden: in 1898 in Antwerpen, België door de moeder van miljardair William Randolph Hearst, en in 1899 in San Francisco met 11 finalisten. De winnaar was de Fransman Emile Benard, die tegelijkertijd weigerde persoonlijk toezicht te houden op de bouw en deze toevertrouwde aan architectuurprofessor John Galen Howard. Howard ontwierp meer dan 20 gebouwen die het gezicht van de campus creëerden vóór de uitbreiding in 1950-1960.
De belangrijkste gebouwen zijn gemaakt in de klassieke Beaux-arts stijl: Hearst Greek Theatre, Hearst Memorial Mining Building, Doe Memorial Library, California Hall, Wheeler Hall, (Old) Le Conte Hall, Gilman Hall, Haviland Hall, Wellman Hall, Sather Gate en de 94 meter hoge Sather Tower. De campus bevat ook werken van andere architecten, zoals Bernard Maybeck (vooral bekend van het Paleis voor Schone Kunsten in San Francisco), zijn leerling Julia Morgan, Charles Willard Moore en Joseph Esherick.

### ID-kaart systeem
UC Berkeley heeft een enkel Cal 1 Card-identificatiesysteem. De kaart is de persoonlijke identiteitskaart van de student en geeft toegang tot de bibliotheek en openbare ruimtes op de campus. De kaart kan ook worden gebruikt voor aankopen bij campusrestaurants, de UC Berkeley Bookstore en het atletiekcomplex. De Cal 1 Card is ook een betaalkaart die gebruikt kan worden bij geldautomaten op en buiten de campus. De kaart wordt gratis verstrekt. Er moet een vergoeding van $ 35 worden betaald om de geldigheidsperiode van de kaart te verlengen.

## Openbaar leven
In de afgelopen jaren is de campus verwikkeld in controverses over de juiste rol van positieve actie bij de toelating van studenten en aanverwante beleidselementen op basis van ras of economisch nadeel. Ondanks het toelatingsbeleid zijn studenten in Berkeley goed gekwalificeerd, het probleem van vriendjespolitiek bij toelating bestaat landelijk, niet alleen in Berkeley.
Berkeley staat bekend om zijn geschiedenis van studentenactivisme. De Free Speech Movement (1964), een protest dat begon toen de universiteit probeerde politieke pamfletten van de campus te verwijderen, en de People's Park Uprising (1968), onderdeel van een golf van internationale studentenprotesten die door de jaren zestig raasde, samen met de begeleidende "hippie" cultuur.
In 1982 en 1985 viel de Cory Hall ten prooi aan de Unabomber (een voormalige hoogleraar) die daar aanslagen pleegde. Direct daarnaast werd in 1994 de Soda Hall voltooid, waar voornamelijk computerwetenschappen worden onderwezen.
Begin februari 2017 braken er rellen uit op de campus van de Universiteit toen Milo Yiannopoulos er zou komen spreken. Volgens de universiteit leed zij 100.000 dollar schade als gevolg van de rellen en de lezing werd afgelast. In een reactie via Twitter dreigde president Donald Trump de federale fondsen voor de universiteit te schrappen.
Eind april 2024 werd een tentenkamp van pro-Palestina studenten op de campus van de UCLA aangevallen door een groep relschoppers. De politie en de campusbeveiligers grepen pas na vijf uren in. In een daaropvolgende aanklacht werd de UCLA verantwoordelijk gehouden voor haar falen om discriminatie aan te pakken.